# Jan Charytański
Jan Charytański SJ (* 23. Juni 1922 in Warschau; † 4. August 2009 ebenda) war ein polnischer Jesuit. Er galt als eine Kapazität des Katechismus im 20. Jahrhundert.

## Leben
Jan Charytański trat am 14. Juli 1939 in die Ordensgemeinschaft der Jesuiten ein. Am 29. Juni 1952 empfing er die Priesterweihe, am  15. August 1956 leistete er die letzten monastischen Gelübde. Er studierte Religionswissenschaften an der Katholischen Universität Lublin, Theologie an der Jesuitenhochschule Bobolanum in Warschau und experimentelle Pädagogik an der Katholischen Universität Löwen. 1966 wurde er in Theologie promoviert, 1972 habilitierte er sich. 1977 wurde er Assistenzprofessor und 1983 zum ordentlichen Professor für Theologie und Katechismus am Bobolanum berufen.
Er war langjähriges Mitglied der polnischen bischöflichen Kommission für den Katechismus und der Kommission für das Katholische Bildungswesen. Er engagierte sich international, besonders für den Deutschen Katecheten-Verein in Deutschland.
Charytański hat ein umfangreiches schriftliches Werk hinterlassen, davon alleine über 150 wissenschaftliche Publikationen zum Thema der Katechese.